# .aw
.aw је највиши Интернет домен државних кодова (ccTLD) за Арубу. Администриран је од стране SETAR.
Регистрације су дозвољене директно на другом нивоу, али такође постоји .com.aw поддомен намењен за комерцијалне сајтове.